# Ischyropsalis petiginosa
Espèce
Ischyropsalis petiginosa est le nom savant d'une espèce d'opilions dyspnois de la famille des ischyropsalididae.

## Distribution
Cette espèce est endémique du nord côtier de l'Espagne, dans des grottes des Asturies et de Cantabrie.

## Description
Le mâle comme la femelle syntypes mesurent tous deux 5,5 mm chacun.

## Systématique et taxinomie
Cette espèce a été décrite par Eugène Simon en 1913. Elle est placée en synonymie avec Ischyropsalis nodifera par Martens[Lequel ?] en 1969. Elle est relevée de synonymie par Luque[Lequel ?] en 1991.

## Publication originale
Eugène Simon, 1913 : « Araneae et Opiliones (quatrième série). Biospeologica, XXXe ». Archives de Zoologie expérimentale et générale, vol. 52, no 2, p. 359-386 (texte intégral).